# بايك يون هاي
بايك يون هاي (بالكورية: 백은혜)‏ هي ممثلة وعارضة ومغنية كورية جنوبية. ولدت يوم 1 سبتمبر 1986 في سول في كوريا الجنوبية.

## روابط خارجية
- بايك يون هاي على موقع IMDb (الإنجليزية)
- بايك يون هاي على موقع قاعدة بيانات الفيلم (الإنجليزية)